# Dariusz Kulesza
Dariusz Kulesza (* 28. August 1987 in Białystok) ist ein ehemaliger polnischer Shorttracker.

## Werdegang
Kulesza trat international erstmals bei den Juniorenweltmeisterschaften 2003 in Budapest in Erscheinung, wobei er den 42. Platz im Mehrkampf und den 15. Platz mit der Staffel errang. In der Saison 2003/04 kam er bei den Juniorenweltmeisterschaften 2004 in Peking auf den 26. Platz im Mehrkampf sowie auf den 11. Rang mit der Staffel und bei den Weltmeisterschaften 2004 in Göteborg auf den 21. Platz im Mehrkampf. In der folgenden Saison belegte er bei den Juniorenweltmeisterschaften 2005 in Belgrad den 15. Platz im Mehrkampf sowie den neunten Rang mit der Staffel und bei den Europameisterschaften 2005 in Turin den neunten Platz mit der Staffel. Außerdem nahm beim Europäischen Olympischen Winter-Jugendfestival 2005 in Champéry teil. Dort war der vierte Platz über 500 m sein bestes Resultat. Nachdem Plätzen sechs im Mehrkampf sowie fünf mit der Staffel in der Saison 2005/06 bei den Juniorenweltmeisterschaften 2006 in Miercurea Ciuc, lief er bei den Europameisterschaften 2006 in Krynica-Zdrój auf den neunten Platz mit der Staffel und bei den Olympischen Winterspielen 2006 in Turin auf den 22. Platz über 1500 m sowie auf den 11. Rang über 1000 m. In den folgenden Jahren belegte er bei den Juniorenweltmeisterschaften 2007 in Mladá Boleslav den 21. Platz im Mehrkampf und bei den Europameisterschaften 2008 in Ventspils den achten Platz mit der Staffel. In der Saison 2008/09 erreichte er in Dresden mit dem sechsten Platz über 500 m seine beste Platzierung im Weltcupeinzel und errang bei den Europameisterschaften 2009 in Turin den 26. Platz im Mehrkampf sowie den fünften Platz mit der Staffel. Beim Saisonhöhepunkt, den Weltmeisterschaften 2009 in Wien, kam er auf den 37. Platz im Mehrkampf. Zudem nahm er bei der Winter-Universiade 2009 in Harbin an vier Läufen teil, wobei der sechste Platz über 500 m sein bestes Ergebnis war. In seiner letzten internationalen Saison 2010/11 belegte er bei den Weltmeisterschaften 2011 in Sheffield den 43. Platz im Mehrkampf und bei den Teamweltmeisterschaften 2011 in Warschau den siebten Rang. Zudem lief er bei der Winter-Universiade 2011 in Erzurum auf den 27. Platz über 1000 m und auf den 25. Rang über 500 m.

## Erfolge

### Olympische Spiele
- 2006 Turin: 11. Platz 1000 m, 22. Platz 1500 m

### Shorttrack-Weltmeisterschaften
- 2004 Göteborg: 14. Platz 500 m, 21. Platz Mehrkampf, 26. Platz 1500 m, 28. Platz 1000 m
- 2009 Wien: 18. Platz 1000 m, 34. Platz 500 m, 37. Platz Mehrkampf, 58. Platz 1500 m
- 2011 Sheffield: 21. Platz 500 m, 41. Platz 1000 m, 43. Platz Mehrkampf

### Team-Weltmeisterschaften
- 2011 Warschau: 7. Platz

### Europameisterschaften
- 2005 Turin: 9. Platz Staffel
- 2006 Krynica-Zdrój: 9. Platz Staffel
- 2008 Ventspils: 8. Platz Staffel
- 2009 Turin: 5. Platz Staffel, 26. Platz Mehrkampf

## Persönliche Bestleistungen
| Disziplin | Zeit         | Datum             | Ort       |
| --------- | ------------ | ----------------- | --------- |
| 500 m     | 41,534 s     | 15. Februar 2009  | Dresden   |
| 1000 m    | 1:29,890 min | 25. Oktober 2008  | Vancouver |
| 1500 m    | 2:22,777 min | 11. November 2011 | Bormio    |
| 3000 m    | 5:59,811 min | 27. März 2011     | Białystok |